# Bristol Type 173
Der Bristol Type 173 ist ein britischer zweimotoriger Tandemrotor-Transporthubschrauber, der von der Bristol Aeroplane Company gebaut wurde. Er wurde als Ziviltransporthubschrauber konzipiert, aber auch das Militär zeigte Interesse daran. Er ging nicht in Serienproduktion, wurde aber zum Bristol Belvedere weiterentwickelt, der von der Royal Air Force von 1961 bis 1969 betrieben wurde.

## Konstruktion und Entwicklung

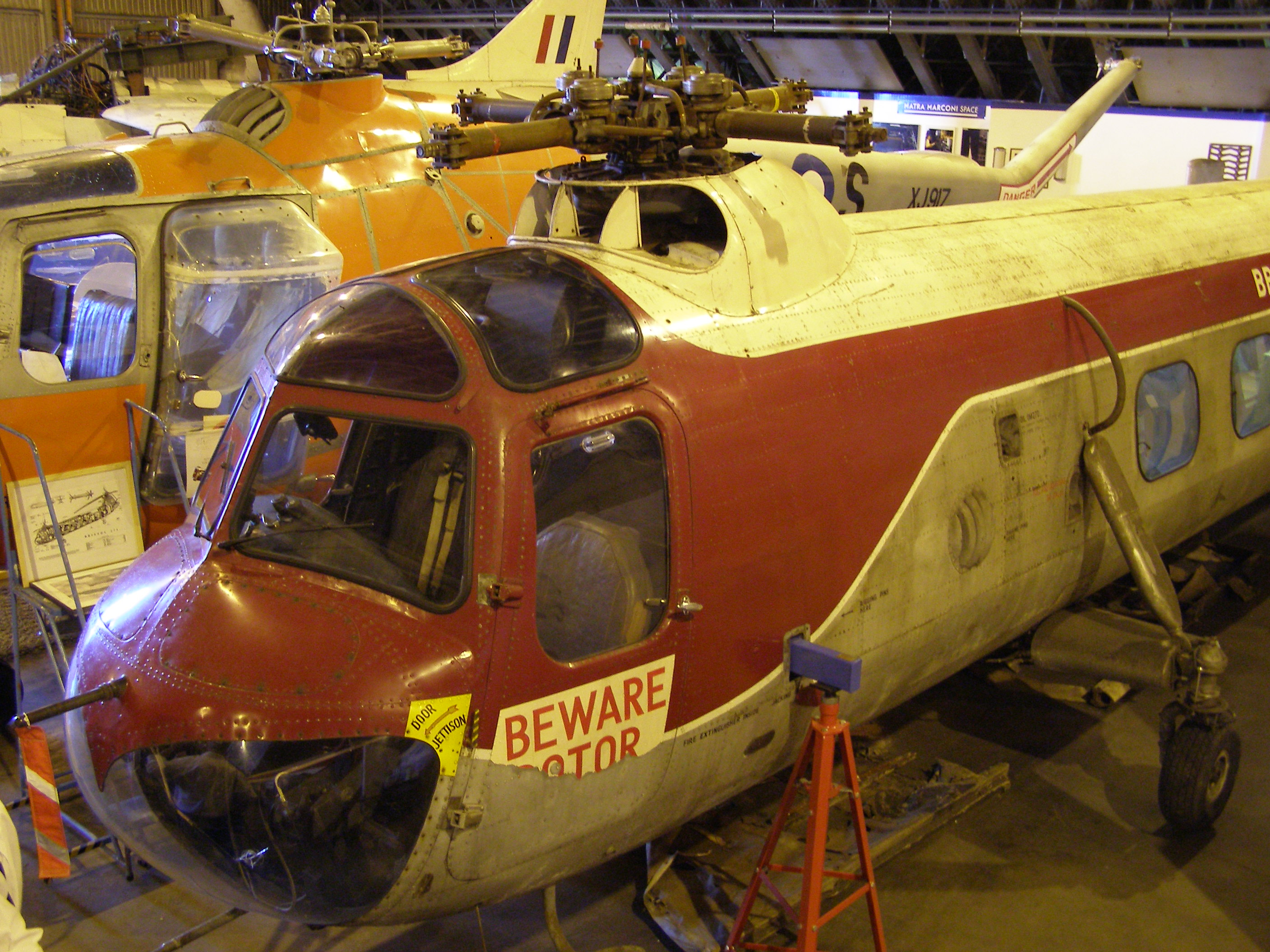
Der erste Prototyp Bristol 173 in der Bristol Aero Collection im Kemble Airfield 2006

Der Typ 173 war eine Tandemrotor-Weiterentwicklung des früheren Einrotor-Hubschraubers Bristol Sycamore Typ 171. Er erhielt zwei Doppelsternmotoren Alvis Leonides 755 und zwei Hauptrotoren an einem neuen Rumpf. Die Getriebe beider Rotoren sind über eine gemeinsame Welle mit beiden Motoren gekoppelt, so dass beide Rotoren auch beim Ausfall eines Motors angetrieben werden können.
Der erste Typ 173 Mk 1 mit der Registrierung G-AIBN machte am 3. Januar 1952 einen ersten Schwebeflug. Bei der Landung nach einem zweiten Schwebeflug kam es zu Bodenresonanzeffekten.
Erforderliche Änderungen an der Maschine verzögerten den ersten Flug außerhalb des Schwebeflugs, der dann am 24. August 1952 stattfand. 1953 wurde die Bristol Type 173 von der Royal Air Force (unter Verwendung des Kennzeichens XF785) getestet und auch Probeflüge auf dem Flugzeugträger Eagle für die Royal Navy durchgeführt. Um die Resonanz in dem Rumpf zu überwinden, wurde der Typ 173 Mk 1 mit einem vierflügeligen Rotor ausgestattet.
Der zweite Typ 173 wurde als Typ 173 Mk 2 bezeichnet und erhielt das militärische Kennzeichen XH379. Die Typ 173 Mk 2 hatten ein überarbeitetes Fahrwerk mit steuerbaren Vorder- und starren Hinterrädern.
Es wurden kleine Stummelflügel an der Vorder- und Rückseite zur Erhöhung der Reisegeschwindigkeit montiert. Diese Hilfsflügel wurden nach einigen Flügen wieder entfernt. Eine für die Navy vorgesehene Version erhielt versuchsweise ein ungepfeiltes Höhenleitwerk. Als Ergebnis der Studien der Royal Navy zeigte diese Interesse an der Bestellung des Typs für den Einsatz auf Flugzeugträgern.
Im August 1956 wurde der zweite Prototyp zur Evaluation an die British European Airways vermietet.
Die Mk 2 wurde bei einem Unfall während einer Flugschau in Filton im September 1956 zerstört. Der Hubschrauber stürzte während des Übergangs vom Reise- in den Schwebeflug mit dem Bug voran in den Boden. Die Besatzung blieb unverletzt. Nach dem Absturz wurde das Höhenleitwerk aus der Mk 2 geborgen und an der Mk 1 angebracht, um die beste Konfiguration für die Stabilität zu untersuchen.
Das Unternehmen erhielt vom Ministry of Supply einen Vertrag über drei Test-Hubschrauber, diese verbesserten Type 173 Mk 3 hatte Vierblattrotoren, einen verbesserten Wirkungsgrad bei böigem Wind, eine stärkere Zelle und wurden von 850 PS leistenden Alvis-Leonides-Hauptmotoren angetrieben. They were to be used for evaluation by the Royal Air Force and Royal Navy which has both issued specifications in 1953 for tandem helicopters.
Die Ausschreibung der Royal Navy (Specification HR.146) forderte eine mit dem Leonides Major angetriebenen Hubschrauber für U-Boot, Rettungs- und Transportaufgaben. Die Spezifikation HR.149 beschrieb einen ähnlichen Helikopter für die Royal Canadian Navy.
Die von der Royal Air Force ausgestellte Spezifikation H.150 verlangte nach einem Mehrzweck-Transporthubschrauber mit der Möglichkeit, sperrige externe Lasten zu heben. Bristol produzierte drei Projektmodelle – Typ 191, um die Anforderungen der Royal Navy zu erfüllen, Typ 192 für die Royal Air Force und Typ 193 für die Royal Canadian Navy. Im April 1956 wurden Aufträge für 94 Hubschrauber aller drei Arten aufgegeben. Während die Prototypen noch mit Leonides-Haupttriebwerken ausgerüstet waren, war für die Serienproduktion die Wellenturbine Napier Gazelle vorgesehen.
Der dritte Typ 173 wurde erstmals am 9. November 1956 im Schwebeflug getestet. Weitere Flüge wurden gestoppt, nachdem bei Tests auf dem Bodengestell Motorüberhitzung und Getriebeausfälle auftraten. Obwohl diese Probleme nicht gravierend waren, nutzte die Admiralität dies auch als Argument, um die Bestellung der britischen Marine zu stornieren und beschaffte die Westland Wessex, eine britische Variante der Sikorsky S-58.
Bald darauf stornierte Kanada die Bestellung des Typs 193 aus wirtschaftlichen Gründen.
Das Unternehmen setzte auf den mit dem Gazelle-Motor angetriebenen Typ 192 für die Royal Air Force. Die ersten beiden Typ-191S-Helikopter wurden als Gazelle-Bodenprüfstände verwendet; der dritte Hubschrauber als Zelle für Ermüdungstests der Struktur verwendet.
Der ursprüngliche Royal-Air-Force-Auftrag über 22 Helikopter wurde auf 26 Stück erhöht.
Der erste Typ 192 (später Bristol Belvedere genannt) flog am 5. Juli 1958.

## Varianten
Typ 173 Mk 1
Erster Prototyp.
Typ 173 Mk 2
Zweiter Prototyp.
Typ 173 Mk 3
Drei weitere Prototypen für die militärische Evaluation mit Vierblattrotoren.
Typ 191Geplante Marineversion. Nie geflogen; die ersten zwei Exemplare wurden als Bodentestzellen für die Gazelle-Triebwerke des Typs 192 verwendet.
Type 192
Militär-Transporthelikopter für die Royal Air Force mit dem Namen Belvedere.
Type 193
Variante des Type 191 für die Royal Canadian Navy, wurde nicht gebaut.

## Nutzer
Vereinigtes Königreich
- British European Airways nur zur Evaluation
- Royal Air Force nur zur Evaluation
- Royal Navy nur zur Evaluation

## Technische Daten
| Kenngröße             | Daten (Typ 173 Mk 2)                                                                |
| --------------------- | ----------------------------------------------------------------------------------- |
| Besatzung             | 2                                                                                   |
| Passagiere            | 13                                                                                  |
| Länge                 | 16,82 m (55,2 ft)                                                                   |
| Hauptrotordurchmesser | 2 × 14,81 m (48,7 ft)                                                               |
| Höhe                  | 4,57 m (15,0 ft)                                                                    |
| Leermasse             | 3547 kg (7.820 lb)                                                                  |
| Startmasse            | 4990 kg (11.000 lb)                                                                 |
| Antrieb               | 2 × luftgekühlte 14-Zylinder-Sternmotoren Leonides Major 755 mit je 550 PS (405 kW) |
| Reichweite            | 298 km (185 mi)                                                                     |

## Erhaltenes Exemplar
Der Prototyp Typ 173 XF785 war auf dem Display an der Bristol Aero Collection in Kemble ausgestellt, bis die Sammlung im Mai 2012 geschlossen wurde. Eine Verlegung in einen Hangar in Filton wurde für 2012 erwartet. Der Hubschrauber war davor bis 2002 im RAF-Museum Cosford gelagert.